# The Circle (film, 2017)
Pour les articles homonymes, voir The Circle.
Pour plus de détails, voir Fiche technique et Distribution.
The Circle, au Québec Le Cercle : Le Pouvoir de tout changer, est un film de science-fiction américano-émirati, écrit et réalisé par James Ponsoldt, sorti en 2017. Il est une adaptation du roman dystopique The Circle de Dave Eggers.

## Synopsis
Dans un futur proche, aux États-Unis, la jeune Mae Holland (Emma Watson) mène une vie banale ; elle est secrétaire dans une petite entreprise, vit encore chez ses parents Bonnie (Glenne Headly) et Vinnie (Bill Paxton), n'a pas d'amoureux et décline les avances de Mercer (Ellar Coltrane), son ami d'enfance, fabricant de lustres. Vinnie est atteint de sclérose en plaques et l'assurance santé de ses parents ne prend pas en charge les traitements très couteux. L'unique activité solitaire qu'elle s'offre pour décompresser et se ressourcer est le kayak.
Un jour, son amie Annie Allerton (Karen Gillan) l'aide à se faire embaucher dans son entreprise, Le Cercle, le plus important groupe de services technologiques du monde. Cette formidable opportunité lui permet, entre autres, de faire enfin bénéficier son père de soins adaptés. Alors que son implication au sein de l'entreprise ne cesse d'augmenter, ses patrons Eamon Bailey (Tom Hanks) et Tom Stenton (Patton Oswalt) l'encouragent à participer à une expérience révolutionnaire dont le but est d'être filmée en permanence par une mini-caméra connectée SeeChange. Désormais, les choix de Mae affectent la vie de ses proches, de ses amis et de toute l'humanité, en bousculant les limites de la vie privée, de l'éthique et des libertés individuelles.

## Fiche technique
Sauf indication contraire, les informations mentionnées dans cette section peuvent être confirmées par la base de données cinématographiques IMDb,  présente dans la section « Liens externes ».
- Titre original : The Circle
- Titre Québécois : Le Cercle : Le Pouvoir de tout changer
- Réalisation : James Ponsoldt
- Scénario : James Ponsoldt et Dave Eggers, d'après le roman The Circle de Dave Eggers
- Photographie : Matthew Libatique
- Décors : Gerald Sullivan
- Musique : Danny Elfman
- Montage : Lisa Lassek
- Production : Tom Hanks, Gary Goetzman, Laurie MacDonald, Walter F. Parkes, Anthony Bregman
- Sociétés de production : Likely Story, Playtone, Imagenation Abu Dhabi FZ, Parkes+MacDonald, Route One Entertainment, EuropaCorp, 1978 Films
- Sociétés de distribution : EuropaCorp USA/STX Entertainment (États-Unis), Mars Films (France)
- Pays de production :  États-Unis,  Émirats arabes unis[1]
- Langue originale : anglais
- Format : Couleur
- Genres : techno-thriller, drame, science-fiction, dystopie
- Durée : 110 min
- Dates de sortie : 
  - États-Unis, Canada : 28 avril 2017
  - France : 12 juillet 2017[3]
  - Belgique : 9 août 2017[4]

## Distribution
- Emma Watson (VF : Léopoldine Serre ; VQ : Stéfanie Dolan) : Mae Holland
- Tom Hanks (VF : Jean-Philippe Puymartin ; VQ : Bernard Fortin) : Eamon Bailey
- John Boyega (VF : Diouc Koma ; VQ : Xavier Dolan) : Ty Lafitte / Kalden

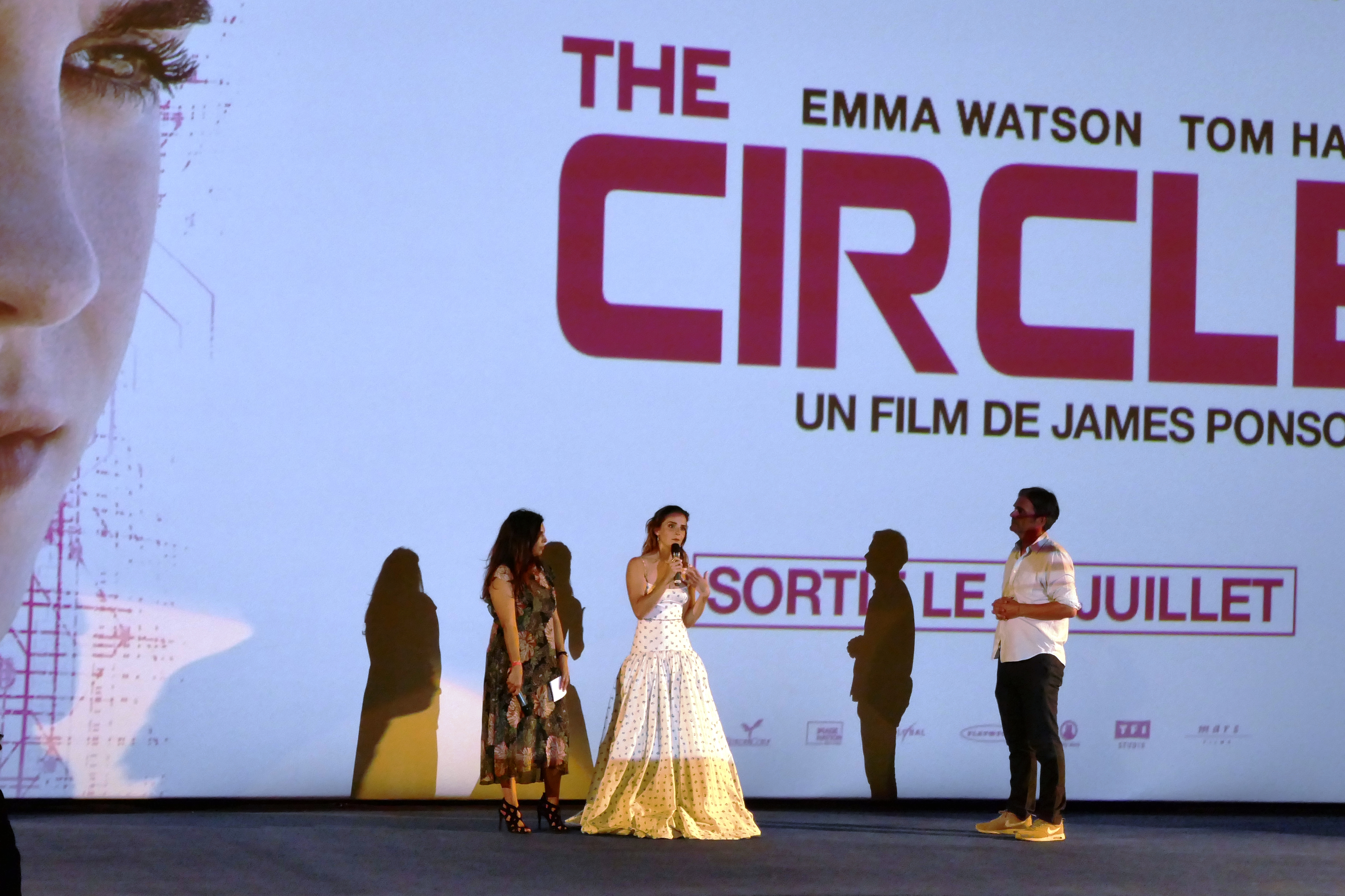
Emma Watson présentant l'avant-première parisienne du film.

- Karen Gillan (VF : Charlotte Campana ; VQ : Kim Jalabert) : Annie Allerton, amie puis collègue de Mae
- Ellar Coltrane (VF : Gauthier Battoue ; VQ : Guillaume Champoux) : Mercer, ami d'enfance de Mae, fabricant de lustres
- Patton Oswalt (VF : Jérôme Wiggins ; VQ : Sébastien Dhavernas) : Tom Stenton
- Glenne Headly (VF : Virginie Ledieu ; VQ : Natalie Hamel-Roy) : Bonnie, mère de Mae
- Bill Paxton (VF : Christian Gonon ; VQ : Daniel Picard) : Vinnie, père de Mae, atteint de sclérose en plaques
- Mamoudou Athie (VF : Jean-Baptiste Anoumon) : Jared
- Amir Talai (VF : Philippe Bozo) : Matt
- Ellen Wong (VF : Christèle Billault) : Renata
- Smith Cho (VF : Nadine Girard) : Gina
- Poorna Jagannathan (VF : Fily Keita) : Dr Villalobos
- Nate Corddry  : Dan
- Judy Reyes (VF : Nathalie Homs) : Olivia Santos

 Source et légende : version française (VF) sur RS Doublage et AlloDoublage ; version québécoise (VQ) sur Doublage.qc.ca

## Production

### Distribution et financement
Le 15 décembre 2014, Deadline annonce que Tom Hanks serait la vedette d'une adaptation cinématographique du roman de Dave Eggers : The Circle, avec James Ponsoldt en tant que scénariste et réalisateur. En janvier 2015, THR confirme que Anthony Bregman produira le film sous sa bannière Likely Story, avec Ponsoldt, Hanks et Gary Goetzman,. Le 11 mai 2015, il est annoncé que Imagenation Abu Dhabi financera entièrement le film, avec Walter Parkes et Laurie MacDonald, tandis que IM Global s'occupera des ventes internationales. IM GLOBAL vend ensuite les droits aux différents distributeurs. Le 23 mai 2015, Deadline révèle que les producteurs souhaitent offrir à Emma Watson le rôle principal féminin. Le 24 juin 2015, Variety confirme que Watson doit officiellement jouer le rôle principal de Mae Holland,. Le 19 août 2015, John Boyega intègre le casting et le 1er septembre 2015, Karen Gillan est choisie pour jouer Annie, un membre chaleureux et intelligent de The Circle. Le 11 septembre 2015, Patton Oswalt rejoint à son tour le casting pour jouer Tom Stenton, l'un des trois fondateurs de The Circle, et le 16 septembre 2015, Bill Paxton est choisi pour incarner le père de Mae,. Quant à Ellar Coltrane, il rejoint le casting le 29 septembre 2015 pour incarner le personnage de Mercer.

### Tournage
Le tournage du film a commencé le 11 septembre 2015, à Los Angeles, en Californie,,. Le 17 septembre, le tournage se déroulait à Pasadena. Des scènes ont été retournées en janvier 2017.
C'est le dernier film de Bill Paxton et l'avant-dernier de Glenne Headly qui décèdent tous les deux avant la sortie du film.

## Accueil
Sur Rotten Tomatoes, The Circle ne reçoit que 15 % d'avis favorables. Selon le consensus critique du site : « The Circle réunit un casting impressionnant, mais ce thriller dirigé numériquement tourne sans but dans son exploration à mi-cœur de thèmes opportuns ». Sur Metacritic, le film détient 43 points sur 100, basés sur 32 critiques, avec l'indication « critique mitigée ou moyenne ». Les audiences de CinemaScore ont donné au film une note moyenne de « D + » sur une échelle « A + à F ».
Glenn Kenny, du New York Times, a critiqué le film pour son caractère répétitif et son manque d'originalité : « Le roman est drôlement tranchant lorsqu'il dépeint la nature épuisante de la vie sociale virtuelle, et c'est aussi dans ce domaine que le film obtient ses rares passages amusants. Mais il est clair que sans les aspects paranoïaques de l'histoire, vous avez un cadre conceptuel qui a été rebattu notamment par le roman Book of Numbers de Joshua Cohen ou la série télévisée Silicon Valley». Dan Callahan de The Wrap a écrit : « Le problème majeur avec The Circle, c'est que le mal de la société technologique est devenu trop évident dès le départ ».
Eric Kohn de Indiewire a attribué au film la note de « C ». Il a particulièrement critiqué les incohérences tonales du film : « Ces dernières années ont vu une prolifération de récits plongeant dans l'ère de l'information et du domaine du thriller psychologique, allant de la série Mr. Robot aux extrêmes parodiques de Silicon Valley. Le projet de Ponsoldt est coincé entre ces deux extrêmes. D'une part, c'est un drame orwellien sur la société de surveillance, et de l'autre, un drame sincère au sujet de jeunes adultes travaillant dans une sorte de bulle technologique expérimentale, et dont leur objectif est de contribuer à approfondir son potentiel ».
John DeFore, de The Hollywood Reporter, a écrit : « Le message final du film n'est pas aussi difficile à tracer que le monde dans lequel nous vivons, mais cela ne facilite pas les choses ». Il a également décrit le film comme « une critique conviviale des médias sociaux ». Owen Gleiberman de Variety se montre également enthousiaste, en dirigeant beaucoup de ses éloges à l'égard de la pertinence contemporaine du film : « Vous pourriez considérer The Circle comme un thriller dystopique, mais ce n'est pas l'habitude de la science-fiction concernant les oppresseurs sombres et abstraits qui dominent tous les autres. Le film est plus intelligent et plus effrayant que cela, c'est un récit de mise en garde sur l'ère des médias sociaux et les échanges compulsifs. L'avenir fasciste numérique que le film imagine est sombrement intrigant à contempler, parce que sa pensée principale montre à quel point ce « futur » existe déjà ». Mick LaSalle de The San Francisco Chronicle a également salué la rapidité du film : « Ce qui rend The Circle si précieux n'est pas seulement dans le fait qu'il montre le chemin terriblement possible que le monde peut prendre, mais qu'il articule la mentalité qui pourrait le créer et le soutenir ».
En France, Aujourd'hui en France Magazine donne la note de 4/5 soulignant les « deux excellents acteurs principaux » et citant ce film comme « l'une des productions américaines les plus captivante de l'été ».